# 1813
1813 (MDCCCXIII) a fost un an obișnuit al calendarului gregorian, care a început într-o zi de vineri.

## Evenimente

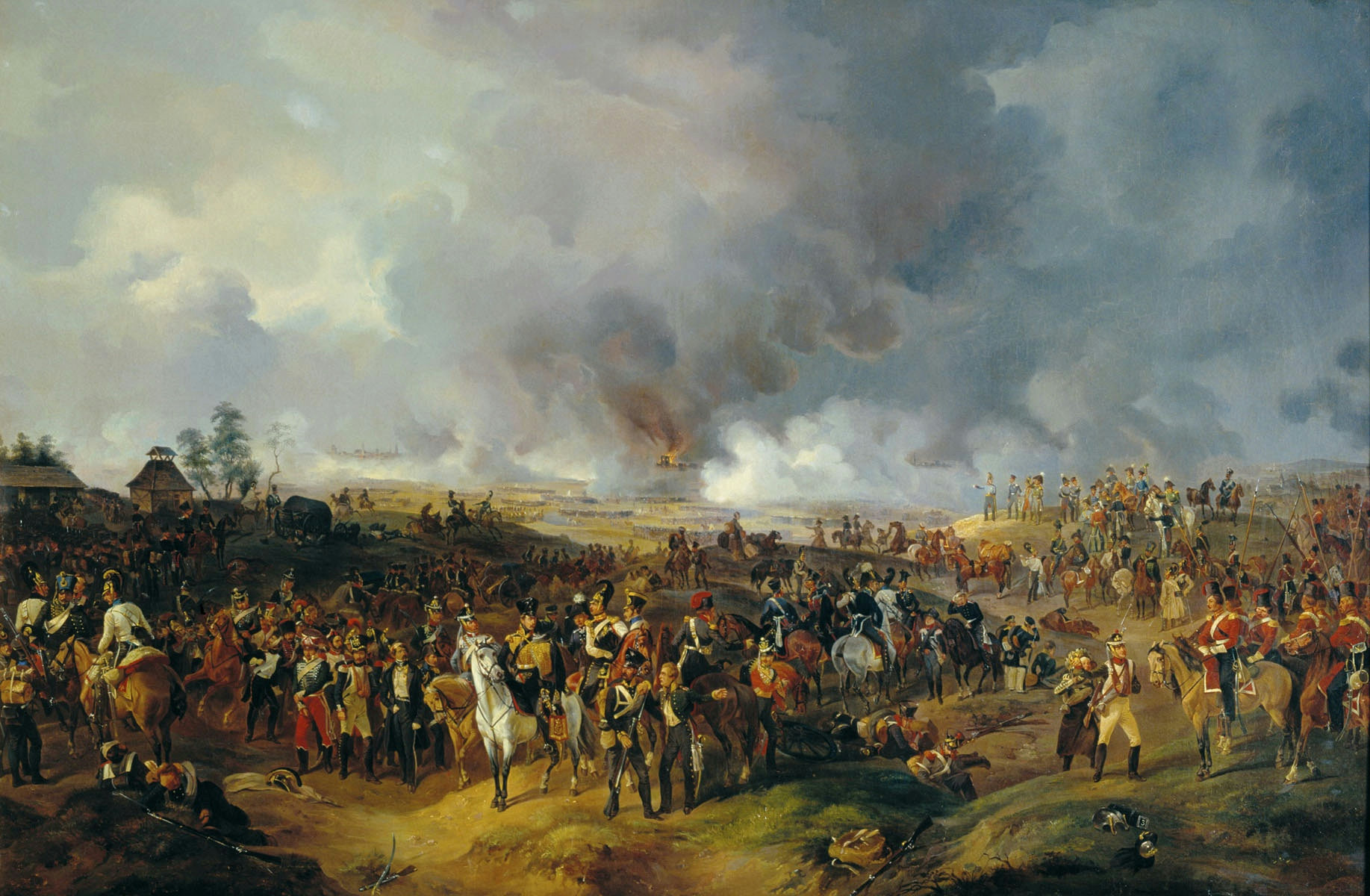
16 octombrie-19 octombrie: Bătălia de la Leipzig: Napoleon este învins de forțele celei de-a Șasea Coaliții.

### Martie
- 17 martie: Prusia declară război Franței.

### Mai
- 2 mai: Bătălia de la Lützen: Napoleon învinge armata pruso-rusă superioară numeric.
- 20–21 mai: Bătălia de la Bautzen: Napoleon învinge din nou armata pruso-rusă condusă de feldmareșalul prusac Blücher.

### August
- 12 august: Austria declară război Franței.
- 23 august: Bătălia de la Großbeeren: Napoleon este învins de Prusia și Suedia.
- 26 august: Bătălia de la Katzbach: Trupele lui Napoleon sunt învinse de Prusia și Rusia.
- 26-27 august: Bătălia de la Dresda: Trupele lui Napoleon sunt victorioase.
- 29-30 august: Bătălia de la Kulm: Mareșalul francez Vandamme este învins și capturat de coaliția dintre Rusia, Prusia și Austria.

### Septembrie
- 6 septembrie: Bătălia de la Dennewitz: Armata lui Napoleon este învinsă de Prusia și Rusia.

### Octombrie
- 5 octombrie: Bătălia de pe Tamisa. Victorie decisivă a SUA asupra britanicilor în Războiul din 1812. A pus capăt alianței dintre indieni și britanici.
- 16-19 octombrie: Bătălia de la Leipzig: Napoleon este învins de forțele celei de-a Șasea Coaliții. Pe lângă cei peste 92.000 de morți, răniți, dispăruți și prizonieri, francezii l-au pierdut și pe prințul polonez Poniatowski, mareșal al Franței.
- 26 octombrie: Bătălia de la Chateauguay. Bătălie în Războiul din 1812, prin care britanicii au obligat forțele americane să renunțe la atacul asupra orașului Montreal.
- 30-31 octombrie: Victorie franceză în Bătălia de la Hanau.

## Arte, știință, literatură și filozofie
- Este înființat Seminarul Teologic din Chișinău
- Lord Byron publică Ghiaurul
- Romanciera engleză Jane Austen publică Pride and prejudice (Mândrie și prejudecată)
- Valsul cucerește curțile europene

## Nașteri
- 19 martie: David Livingstone, explorator englez (d. 1873)
- 25 martie: Cezar Bolliac (n. Cesar Bolliac), poet și gazetar român (d. 1881)
- 5 mai: Søren Kierkegaard, filosof danez (d. 1855)
- 22 mai: Richard Wagner, compozitor german (d. 1883)
- 5 august: Ivar Andreas Aasen, filolog și poet norvegian (d. 1896)
- 30 septembrie: Karl, Duce de Schleswig-Holstein-Sonderburg-Glücksburg (d. 1878)
- 10 octombrie: Giuseppe Verdi, compozitor italian (d. 1901)
- 17 octombrie: Georg Büchner, scriitor german (d. 1837)
- 21 octombrie: Prințesa Josephine de Baden, mama regelui Carol I al României (d. 1900)
- 30 noiembrie: Charles-Valentin Alkan, compozitor și pianist francez (d. 1888)

### Nedatate
- Gheorghe Panaitescu Bardasare, artist plastic român (d. 1899)

## Decese
- 10 aprilie: Joseph Louis Lagrange, 77 ani, matematician italian (n. 1746)
- 11 august: Henry James Pye, 69 ani, poet englez (n. 1745)
- 9 septembrie: George I, Prinț de Waldeck și Pyrmont, 66 ani (n. 1747)